# Isabelle Vitari
Isabelle Vitari est une actrice, scénariste et réalisatrice française, née le 1er mai 1978 à Aubervilliers (Seine-Saint-Denis).

## Biographie

### Carrière
Isabelle Vitari s'entoure d'une bande d'amis avec qui elle fonde le collectif Les Quiches. Ceux-ci réalisent en amateur un court-métrage, Grease Side Story. Présenté et primé au festival Jemmapes à Paris, le producteur Louis Becker tombe sur eux et décide de miser sur leur humour en produisant leur premier long-métrage : Foon. Le film ne sera pas un succès en salle réalisant 37 068 entrées en France, pour s'arrêter en total exploitation mondial à près de 50 000 tickets.
Elle fait ses premiers pas sur les planches en 2012 avec son spectacle solo Rire au Théâtre du Gymnase Marie-Bell à Paris. Elle réitère l'expérience en 2017 à La Nouvelle Seine avec son spectacle solo Isabelle Vitari se livre.
De 2012 à 2017, elle incarne le personnage de Karine Becker dans la mini-série Nos chers voisins diffusée sur TF1.
Début 2022, l'actrice révèle qu'elle écrit un second film avec ses amis de la troupe Les Quiches, plus de 16 ans après Foon. 
En plus de sa carrière au théâtre, au cinéma et à la télévision, Isabelle Vitari participe régulièrement à de nombreux jeux télévisés, notamment N'oubliez pas les paroles !, Fort Boyard et Tout le monde a son mot à dire.

### Vie privée
En 2005, elle donne naissance à une fille prénommée Joséphine, issue de sa relation avec l'acteur Matthias Van Khache.

## Spectacle
- 2012 : spectacle solo Rire (spectacle écrit par elle-même et Mika Tard, mise en scène : Mika Tard). Le spectacle se joue au Théâtre du Gymnase à Paris.
- 2017-2019 : Isabelle Vitari se livre, (spectacle écrit par elle-même) se joue à La Nouvelle Seine.
- 2020-2022 : Bien Entourée (spectacle écrit par elle-même) se joue au Palais des Glaces[5].

## Théâtre
- 2018-2019 : Hard, adaptation de Bruno Gaccio, mise en scène Nicolas Briançon, Théâtre de la Renaissance
- 2024 : Rupture à domicile de Tristan Petitgirard, mise en scène de l'auteur, théâtre Rive Gauche

## Filmographie

### Cinéma
- 2004 : Foon, des Quiches : Bernadette
- 2007 : Molière, de Laurent Tirard : Une précieuse
- 2008 : L'Ennemi public no 1, de Jean-François Richet : La caissière
- 2008 : Tu peux garder un secret, de Alexandre Arcady : La commère
- 2010 : Thelma, Louise et Chantal, de Benoit Pétré : La DJ
- 2011 : Forces spéciales, de Stéphane Rybojad : Lisa
- 2011 : Une folle envie, de Bernard Jeanjean : Laure
- 2018 : Plein la vue de Philippe Lyon
- 2019 : L'Extraordinaire Voyage de Marona d'Anca Damian : Madelina
- 2022 : Couleurs de l'incendie de Clovis Cornillac : Louise, La secrétaire des ateliers Joubert
- 2025 : Mika Ex Machina de Deborah Saïag et Mika Tard

#### Doublage
- 2022 : Saules aveugles, femme endormie, film d'animation de Pierre Földes : Keiko

### Courts métrages
- 1997 : La vieille barrière, de Lyèce Boukhitine : Une étudiante
- 2002 : Les Tourterelles de Manou Chintesco : Sylvie
- 2004 : Split, de Matthieu Vollaire
- 2004 : Mot compte double, de Cécile Vernant : Isabelle
- 2012 : Sa vie à l'attendre de Pierre Delorme
- 2016 : La colo, de Sébastien Kubiak : La monitrice
- 2021 : Par la larmichette de Léa Lando
- 2024 : Projet 2036 de Nicolas Khamsopha

### Télévision
- 2002 : Le Groupe (épisode 30 - Webcam[6]) : figurante dans une cafétéria (8 min 23 s)
- 2003 : Dock 13 : Emma
- 2004 : P.J. (1 épisode) : Catherine Lussac
- 2004 : Mon fils d'ailleurs de Williams Crépin : Aurélie
- 2004 : L'insaisisable de Élisabeth Rappeneau : Catherine
- 2004 : Groupe flag (1 épisode) : Héloïse
- 2004 : Faites le 15 d'Étienne Dhaene : Claire
- 2005 : Allô quiche d'Alexandre Brik et Mika Tard
- 2005 : Les Femmes d'abord de Peter Kassovitz : Marie
- 2005 : Rose et Val (1 épisode) : Florence Pinto
- 2006 : Enterrement de vie de jeune fille : Sophie
- 2008 : Julie Lescaut (4 épisodes) : Claire
- 2008 - 2009 : Seconde Chance : Laëtitia Demarsey
- 2009 : Mes amis, mes amours, mes emmerdes... : Barbara (épisode 5)
- 2010 - 2011 : Victor Sauvage : Julie
- 2010 : Notre Dame des barjots d'Arnaud Sélignac
- 2011 : Camping Paradis (saison 2, épisode 4) : Sœur Armelle
- 2011 : Hard (saison 2, épisode 9) : Laure
- 2012 - 2017: Nos chers voisins : Karine Becker
- 2015 : Alice Nevers : Le juge est une femme (saison 13, épisode 1) : Camille Verdier
- 2016 : Meurtres à Aix-en-Provence de Claude-Michel Rome : Pauline Dorval
- 2016 : Le Mec de la tombe d'à côté d'Agnès Obadia : Véronique
- 2017 : Le Sang des Îles d'Or de Claude-Michel Rome : Ariane Balestri
- 2017 : Presque parfaites (mini-série) de Gabriel Julien-Laferrière : Charlotte
- 2019 : Candice Renoir (saison 7, épisode 1) : Laetitia Delmas
- 2020 : Les Mystères des majorettes de Gabriele Lorenzo : Claire
- 2021 : Face à face épisode 5 de July Hygreck et Julien Zidi : Marianne
- 2022 : L'Amour (presque) parfait de Pascale Pouzadoux : Manon
- 2022 : Marianne, épisode 5 : Katia Selcer
- 2024 : Section de recherches, saison 16, épisode 1 : Eva
- 2025 : Tout pour la lumière
- 2025 : Enquête Parallèle (épisode 5)

### Web-séries
- 2017 : Loulou, épisode 10 Le Club

### Clips
- 2003 : Je pars avec toi de Mayane Delem
- 2007 : Le bonheur est nocturne de Le Comte de Fourques
- 2013 : 20 ans de Zazie

### Scénariste
- 2004 : Foon
- 2005 : Allo quiche

### Réalisatrice
- 2004 : Foon, coréalisé par Benoît Pétré, Deborah Saïag, Mika Tard et Isabelle Vitari

## Émissions de télévision
- 2013 : Mot de passe sur France 2
- 2013 : Tout le monde aime la France sur TF1
- 2015 : Le Champion de la Télé sur TF1
- 2015 : L'Œuf ou la Poule ? sur D8 : candidate
- Depuis 2017 : Tout le monde a son mot à dire sur France 2 : participante
- 2017 et 2019 : Tout le monde joue sur France 2
- 2018 : Le Grand Concours des humoristes sur TF1 : candidate
- 2018, 2022, 2024 : Fort Boyard sur France 2
- 2020 : Boyard Land sur France 2
- 2023, 2024 : 100 % logique sur France 2
- 2024 : Le Meilleur Pâtissier, spécial célébrités (saison 7) sur Gulli.